# Ericeira
Ericeira  (portugisiskt uttal: [eɾiˈsɐjɾɐ]) är ett fiskeläge och badort vid atlantkusten, i mellersta Portugal, 51 km nordväst om Lissabon.
Den är en freguesia (kommundel) i Mafras kommun.
Ericeira är en viktig turistort vid Portugals västkust, känd som ett av världens surfreservat.

## Bilder

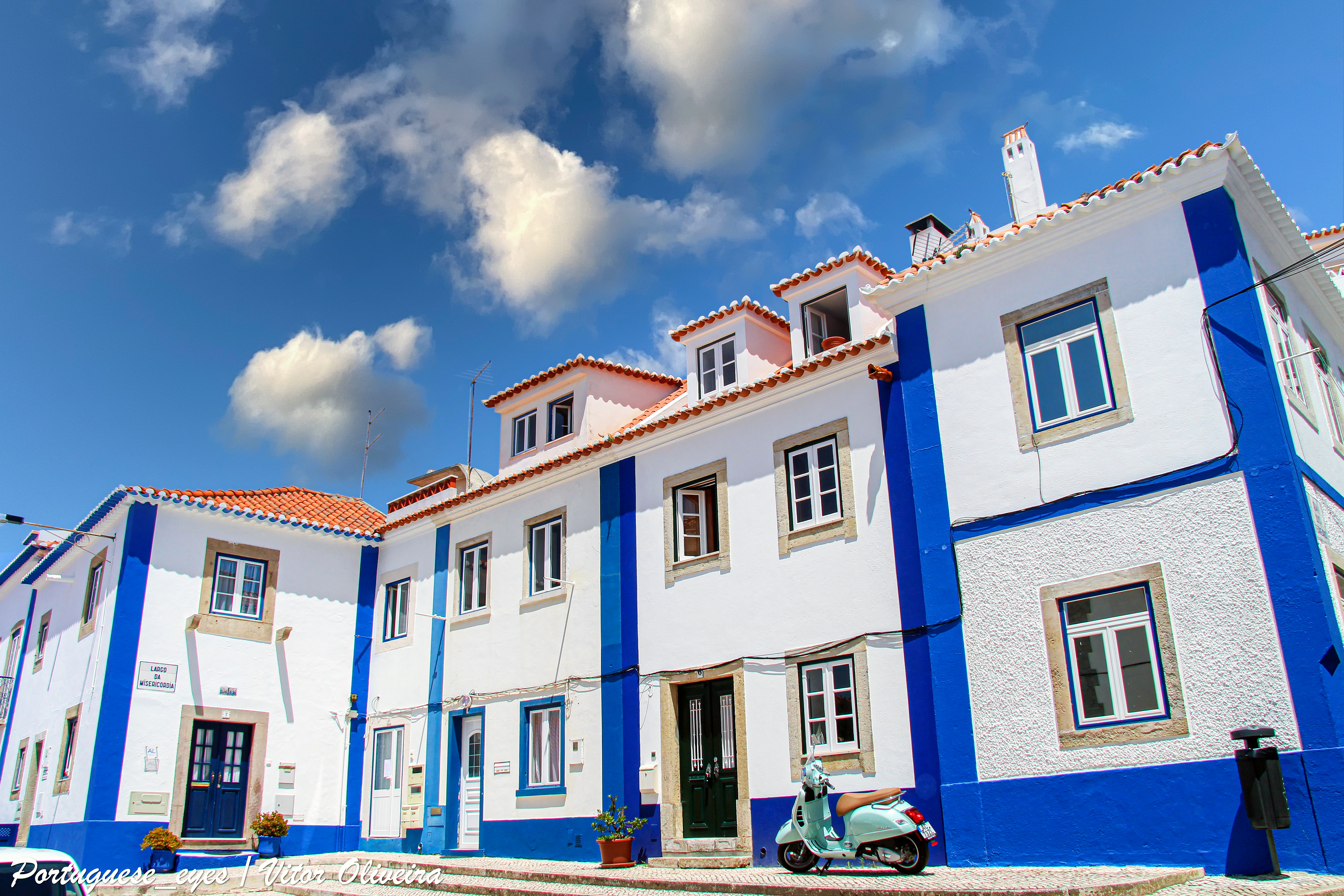
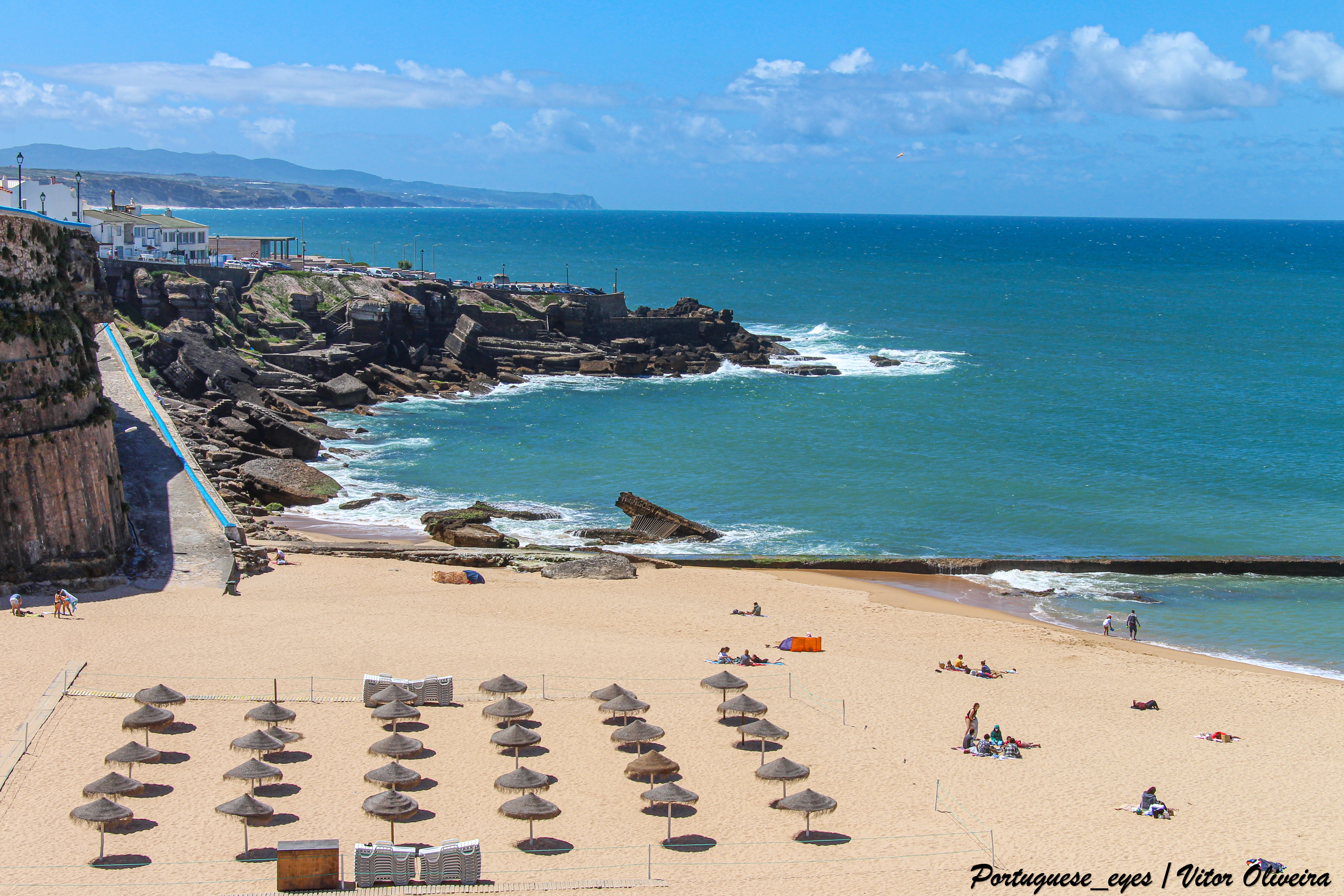
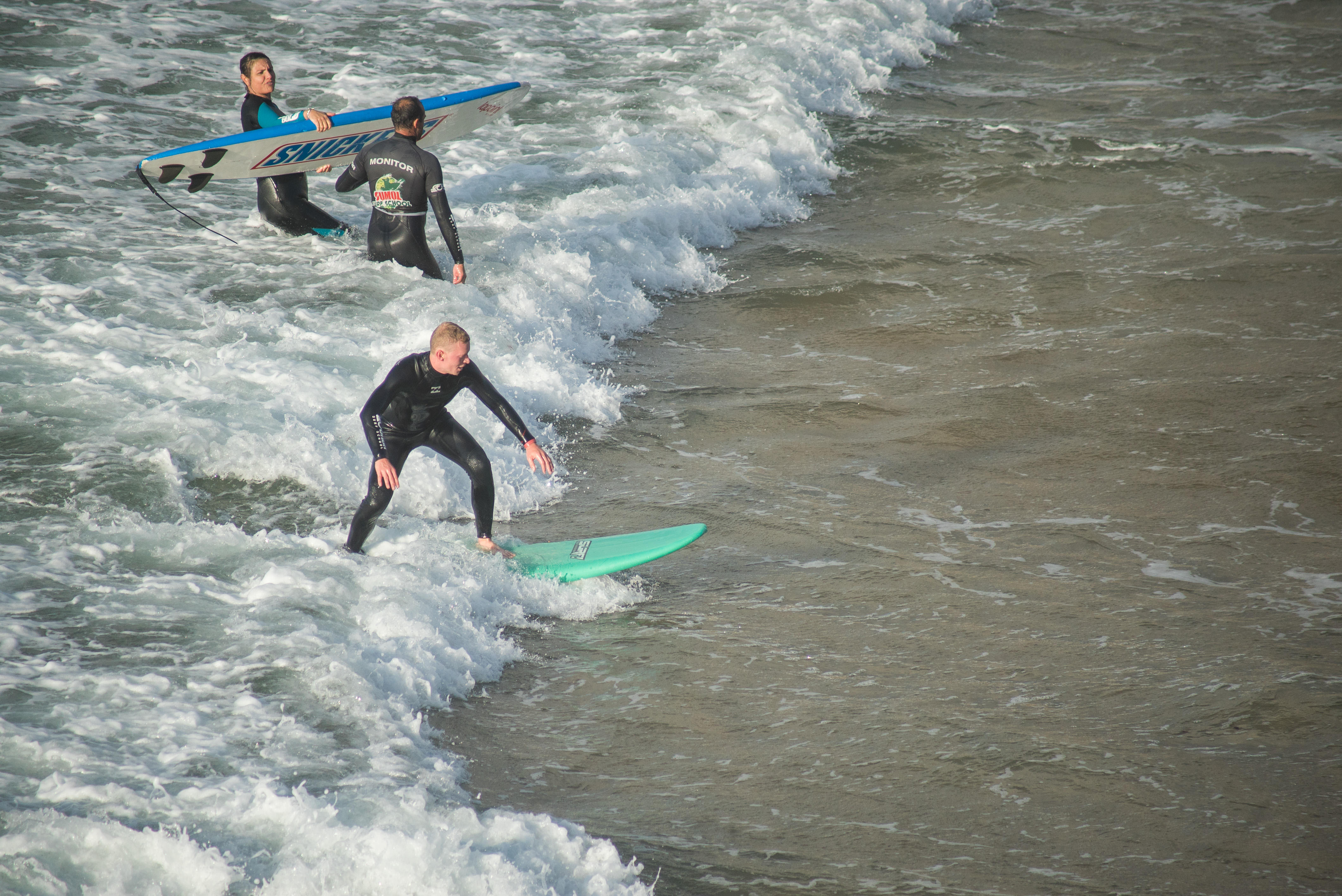